# 迪登多夫
迪登多夫（法語：Diedendorf，法語發音：[didəndɔʁf] ⓘ；莱茵法兰克语：Dììdedorf）是法国下莱茵省的一个市镇，属于萨韦尔讷区。

## 地理
迪登多夫（48°52'46"N, 7°2'42"E）面积10.11 平方千米，位于法国大東部大區下莱茵省，该省份为法国大陆部分最东部的省份，是阿尔萨斯的一部分，今与上莱茵省组成了阿尔萨斯欧洲集体，其南至上莱茵省，西南接孚日省和默尔特-摩泽尔省，西接摩泽尔省，北与德国接壤，东侧沿莱茵河与德国相望。
与迪登多夫接壤的市镇（或旧市镇、城区）包括：涅代尔斯坦泽、阿尔特维莱尔、阿尔斯基申、萨尔韦登、沃尔夫斯基申。
迪登多夫的时区为UTC+01:00、UTC+02:00（夏令时）。

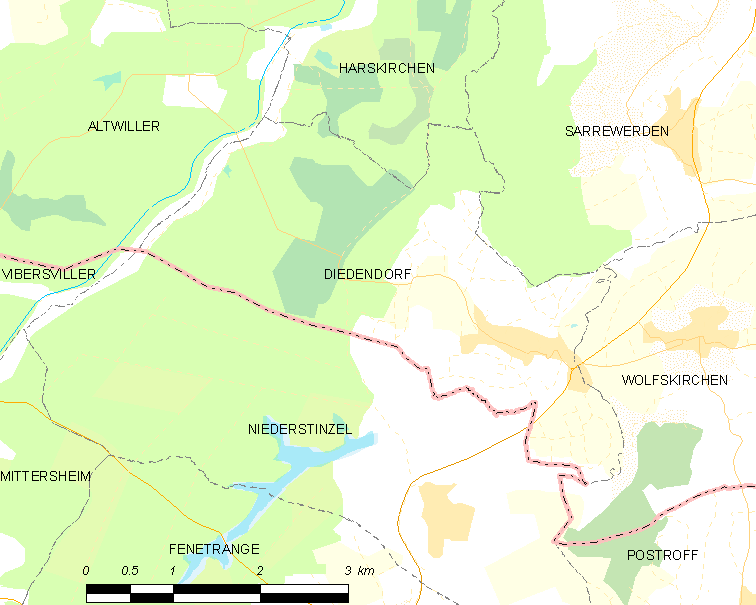
迪登多夫的OSM定位图

## 行政
迪登多夫的邮政编码为67260，INSEE市镇编码为67091。

## 政治
迪登多夫所属的省级选区为英维莱尔县。

## 人口

1962-2008年间迪登多夫人口变化图示

迪登多夫于2022年1月1日时的人口数量为329人。